# Чохонелидзе, Гия
Гия Чохонелидзе (род. 1971) — советский и российский футболист, нападающий и полузащитник.

## Биография
Начал выступать на взрослом уровне в 1990 году в составе клуба «Кубань» (Баранниковский) во второй низшей лиге СССР. В 1991 году сыграл 7 матчей за «Цхуми» в независимом чемпионате Грузии. После распада СССР в течение нескольких лет с перерывом выступал за краснодарский «Колос» во второй и первой лиге России.
Дальнейшая судьба неизвестна.